# Chung kết Cúp C1 châu Âu 1956
Trận chung kết Cúp C1 châu Âu năm 1956 là trận chung kết đầu tiên của Cúp các đội vô địch bóng đá quốc gia châu Âu, ngày nay là UEFA Champions League. Đây là trận đầu giữa Real Madrid của (Tây Ban Nha và Stade de Reims-Champagne của Pháp trên Sân vận động Công viên các Hoàng tử tại Paris vào ngày 13 tháng 6 năm 1956 với 38.000 khán giả. Hai đội thua ở bán kết là A.C. Milan (thua Real Madrid với tổng tỷ số 4–5) và Hibernian (thua Reims với tổng tỷ số 0–3).

## Chi tiết trận đấu
| Real Madrid                                    | 4–3        | Stade de Reims                         |
| ---------------------------------------------- | ---------- | -------------------------------------- |
| Di Stéfano 14' · Rial 30', 79' · Marquitos 67' | (Chi tiết) | Leblond 6' · Templin 10' · Hidalgo 62' |

| Real Madrid | Stade de Reims |

| REAL MADRID:                                      |    |                         |
|                                                   |    |                         |
| TM                                                | 1  | Juan Alonso             |
| HV                                                | 2  | Angel Atienza           |
| HV                                                | 3  | Marquitos               |
| HV                                                | 4  | Rafael Lesmes           |
| HV                                                | 5  | Miguel Muñoz (ĐT)       |
| TV                                                | 6  | José María Zárraga      |
| TV                                                | 7  | José Iglesias Fernández |
| TV                                                | 8  | Ramón Marsal Ribó       |
| TV                                                | 9  | Alfredo Di Stéfano      |
| TĐ                                                | 10 | Héctor Rial             |
| TĐ                                                | 11 | Francisco Gento         |
| Huấn luyện viên:                                  |    |                         |
| José Villalonga Trợ lý trọng tài Trọng tài thứ tư |    |                         |

| STADE DE REIMS:  |    |                     |
|                  |    |                     |
| TM               | 1  | René Jacquet        |
| HV               | 2  | Simon Zimny         |
| HV               | 3  | Robert Jonquet (ĐT) |
| HV               | 4  | Raoul Giraudo       |
| HV               | 5  | Michel Leblond      |
| TV               | 6  | Robert Siatka       |
| TV               | 7  | Michel Hidalgo      |
| TV               | 8  | Léon Glowacki       |
| TV               | 9  | Raymond Kopa        |
| TĐ               | 10 | René Bliard         |
| TĐ               | 11 | Jean Templin        |
| Huấn luyện viên: |    |                     |
| Albert Batteux   |    |                     |